# Університети та вищі школи Польщі
Загалом, у Польщі налічують близько 500 університетів та інститутів колегіального рівня, які надають вищу освіту. Серед них 131 фінансується державою та 326 є приватними університетами. Станом на 2010 рік у ці виші було зараховано майже 2 мільйони студентів. Відповідно до польського законодавства, університети поділяються на категорії залежно від їхнього правового статусу та ліцензії. Нараховують 40 державних та два приватних класичних (гуманітарних) університети, що готують бакалаврів та магістрів у щонайменше 10 галузях знань.
Решту університетів розрізняють залежно від їхнього освітнього профілю, що, зазвичай, відбивається у назві, наприклад: технічні та медичні університети, політехнічні, академії, коледжі тощо.
Навчання в Польщі — доступне. Загалом у 24 містах Польщі розташовано від одного до восьми державних університетів. Найбільше вишів знаходиться у Варшаві, Кракові, Любліні, Познані та Вроцлаві. Найпопулярнішими серед абітурієнтів є Яґеллонський університет, Варшавський університет, Університет ім. Марії Кюрі-Склодовської Університет ім. Казимира Великого, Вроцлавський університет.

## Класичні університети
1. Яґеллонський
2. Вроцлавський
3. Варшавський
4. Адама Міцкевича
5. Марії Кюрі-Склодовської[2]
6. Лодзький
7. Щецинський
8. Миколи Коперника
9. Стефана Вишинського
10. Сілезький
11. Казимира Великого
12. Яна Кохановського
13. Гданський
14. Опольський
15. Білостоцький
16. Вармінсько-Мазурський
17. Ряшівський
18. Зеленогурський

|                         |
| Варшавський університет |

|                          |
| Ягеллонський університет |

|                      |
| Лодзький університет |

|                        |
| Щецинський університет |

|                                     |
| Університет Марії Кюрі-Склодовської |

|                                                       |
| Університет Казимира Великого в Бидгощі, Copernicanum |

|                                                |
| Університет Миколая Коперника, Collegium Maius |

|                                   |
| Вармінсько-Мазурський університет |

|                          |
| Вроцлавський університет |

|                                   |
| Сілезький університет у Катовицях |

|                            |
| Зеленогурський університет |

|                       |
| Гданський університет |

## Державні спеціалізовані університети

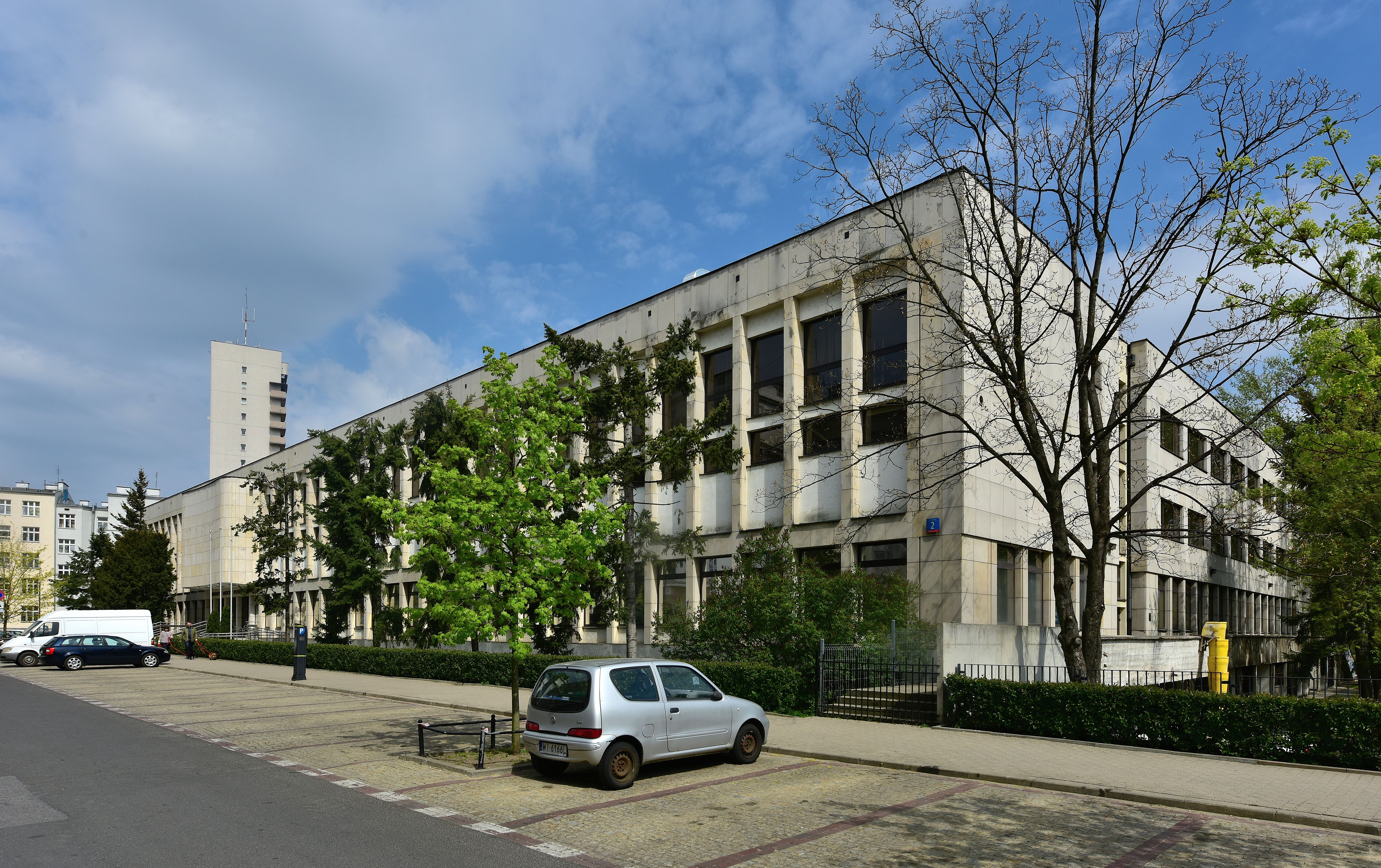
Музичний університет Фридерика Шопена

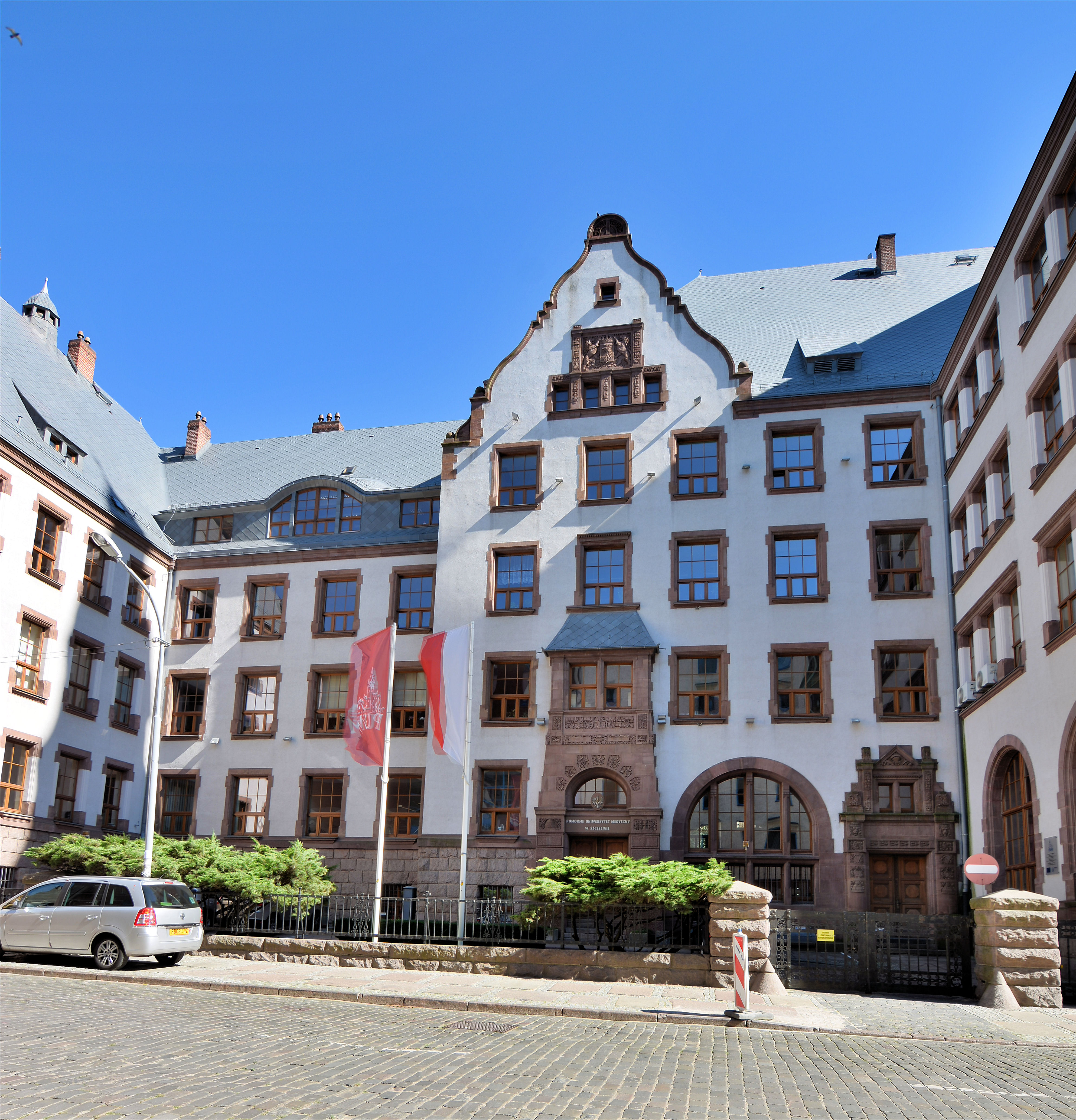
Поморський медичний університет у Щецині

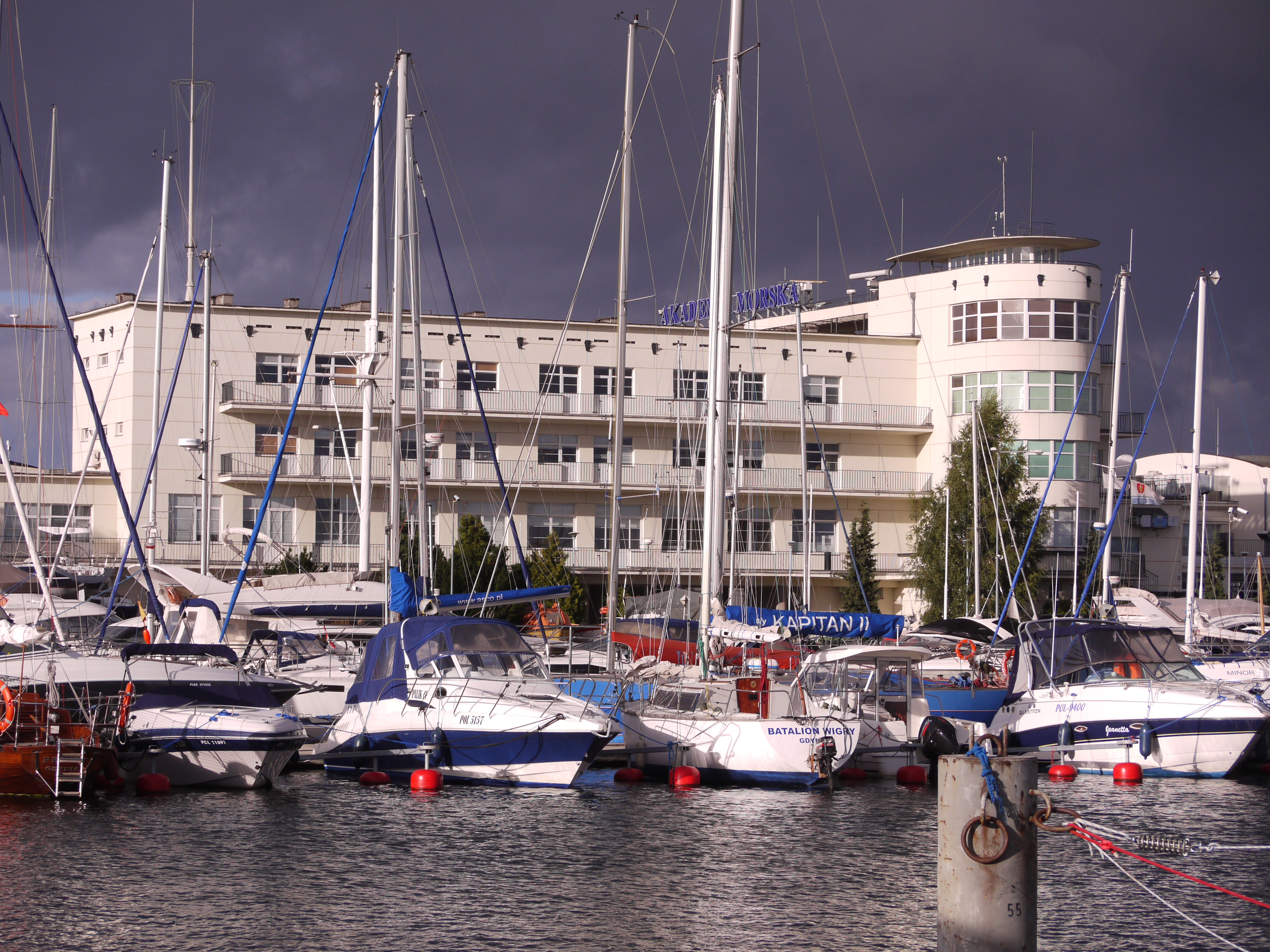
Морський університет у Гдині

### Мистецькі
- Фридерика Шопена у Варшаві
- Познанський

### Економічні
- Катовіце
- Краківський[4]
- Познанський
- Вроцлавський

### Педагогічні
- Краківський
- Седльце
- Яна Кохановського

### Медичні
- Білостоцький
- Гданський
- Катовіце
- Люблінський
- Лодзький
- Познанський
- Поморський
- Варшавський
- Вроцлавський

### Природничі
- Вроцлавський
- Люблінський
- Познанський
- Краківський

### Технічні
- Бидгоський
- Щецинський
- Казимира Пулавського
- Морський університет у Гдині

### Католицькі
- Папський університет Іоанна Павла II у Кракові

### Інші державні заклади вищої освіти

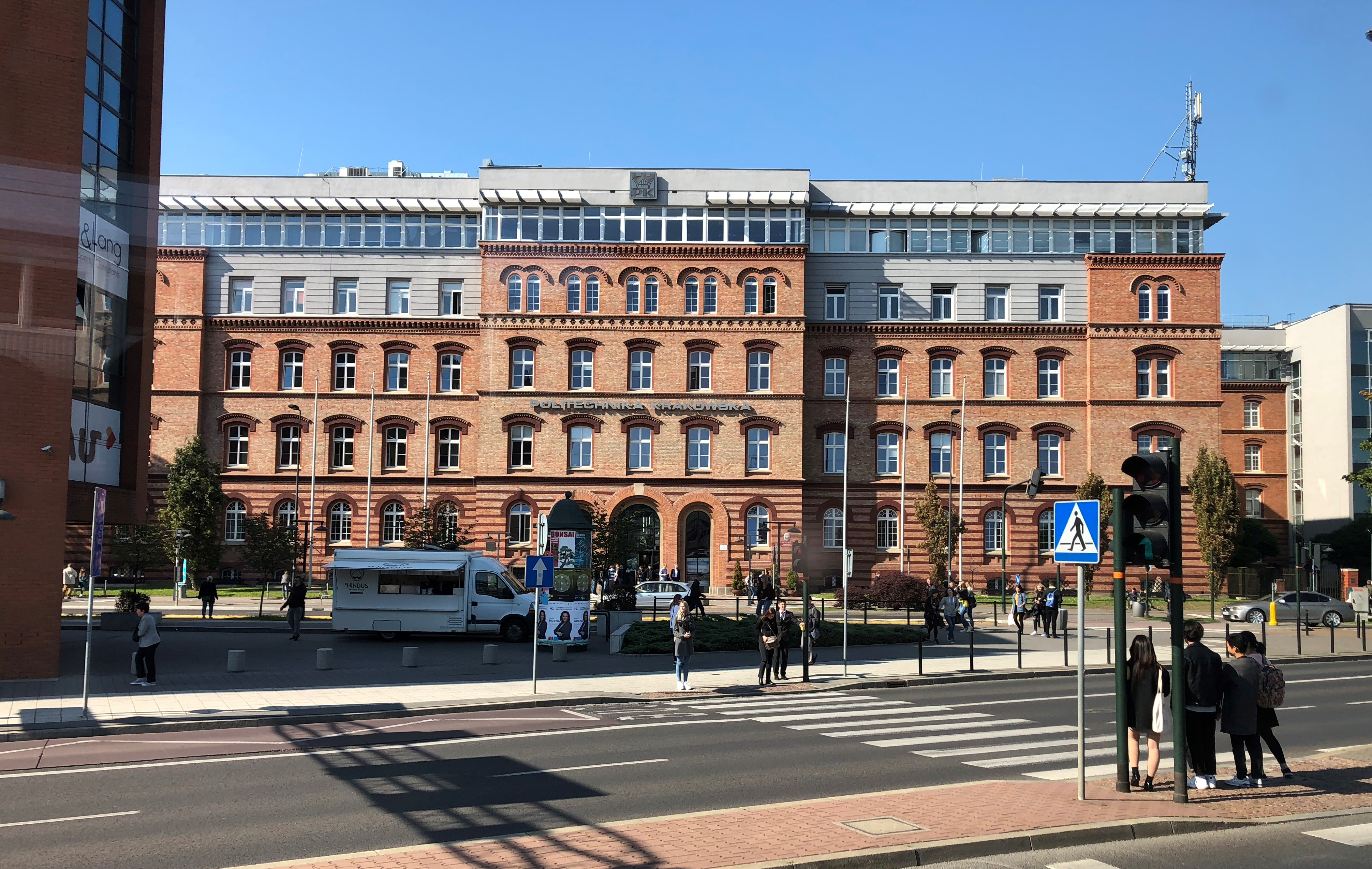
Краківська політехніка імені Тадеуша Костюшка

Академії, вищі школи та інші заклади вищої освіти, що перебувають у державній власності та не мають статусу університетів:
- Варшавська школа економіки
- Варшавська політехніка
- Гданська політехніка
- Люблінська Політехніка
- Ряшівська політехніка ім. Ігнатія Лукасевича
- Лодзька політехніка
- Краківська політехніка імені Тадеуша Костюшка
- Гірничо-металургійна академія імені Станіслава Сташиця
- Медичний колегіум Ягеллонського університету
- Кіношкола в Лодзі
- Морська академія в Щецині
- Військово-морська академія імені Героїв Вестерплатте
- Академія образотворчих мистецтв в Лодзі
- Музична академія в Лодзі
- Християнська богословська академія у Варшаві
- Театральна академія імені Александра Зельверовича
- Краківська державна вища театральна школа імені Людвіга Сольського
- Академія образотворчих мистецтв у Варшаві
- Головна школа пожежної безпеки
- Папський богословський факультет у Варшаві
- Академія фізичного виховання та спорту імені Єнджея Снядецького
- Академія фізичного виховання імені Броніслава Чеха у Кракові
- Академія образотворчих мистецтв у Гданську
- Музична академія імені Станіслава Монюшка у Гданську
- Академія театрального мистецтва імені Станіслава Виспянського
- Академія фізичного виховання у Вроцлаві
- Академія фізичного виховання іменні Євгеніуша П'ясецького в Познані
- Академія образотворчих мистецтв у Познані
- Академія образотворчих мистецтв імені Яна Матейка у Кракові
- Музична академія у Кракові
- Академія «Ігнатіанум» у Кракові
- Музична академія ім. Ігнація Падеревського
- Академія образотворчих мистецтв у Вроцлаві
- Музична академія у Вроцлаві
- Папський богословський факультет у Вроцлаві
- Вища офіцерська школа імені Тадеуша Костюшка
- Академія спеціальної педагогіки імені Марії Гжегожевської
- Академія фізичного виховання імені Юзефа Пілсудського
- Музична академія імені Фелікса Нововейського
- Військова технічна академія імені Ярослава Домбровського
- Академія національної оборони (ліквідована у 2016)

## Приватні університети та вищі школи
Більшість приватних університетів, вищих шкіл та академій засновані в другій половині 1990-х років — початку 2000-х років.

### Бидгощ
- Вища школа господарства у Бидгощі
- Вища школа навколишнього середовища у Бидгощі (ліквідована у 2014)
- Вища школа наук про здоров'я у Бидгощі
- Приватний колегіум іноземних мов у Бидгощі
- Куявсько-Поморська вища школа у Бидгощі
- Бидгоська вища школа

### Варшава
- Коледж Європи

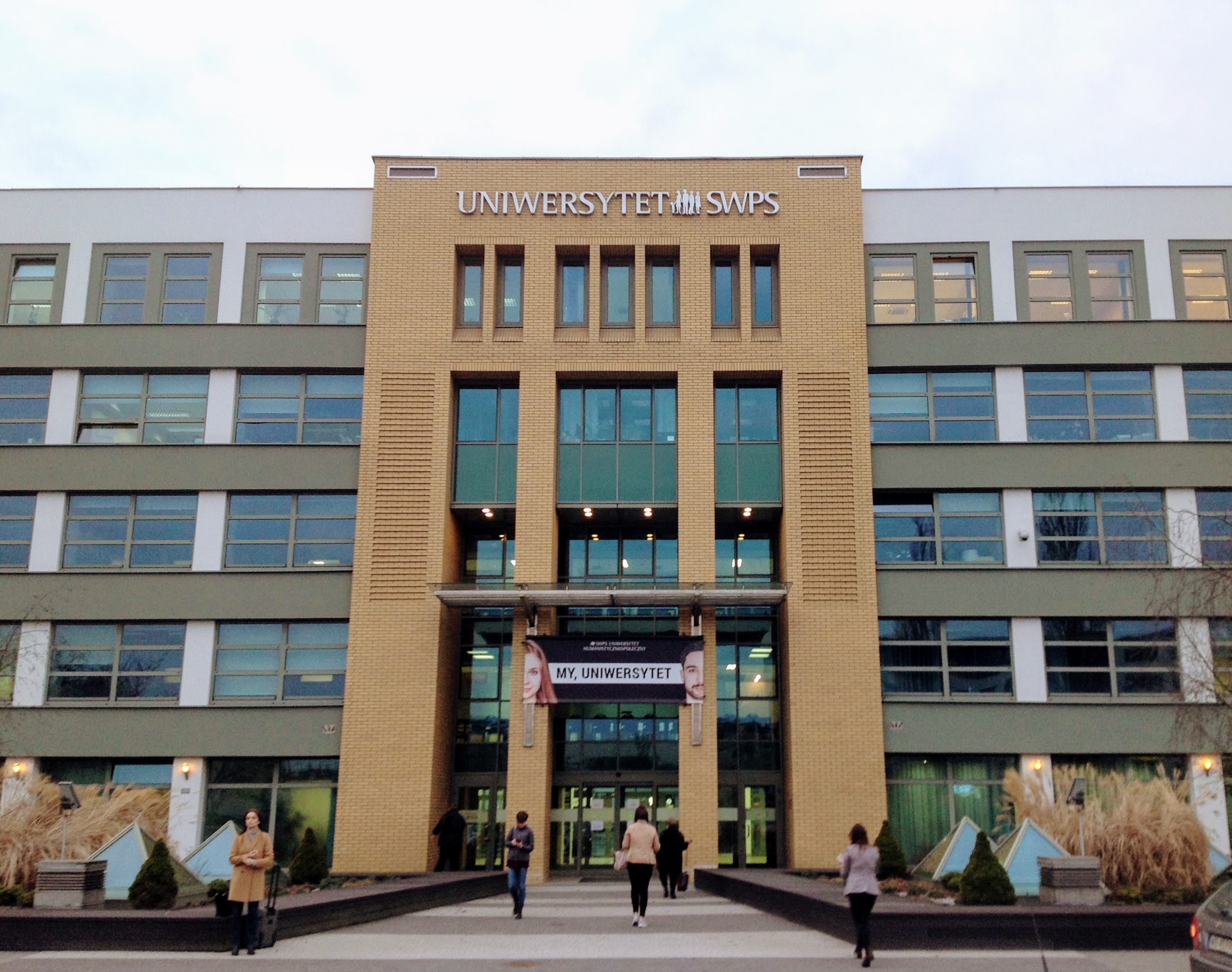
Університет соціальних та гуманітарних наук

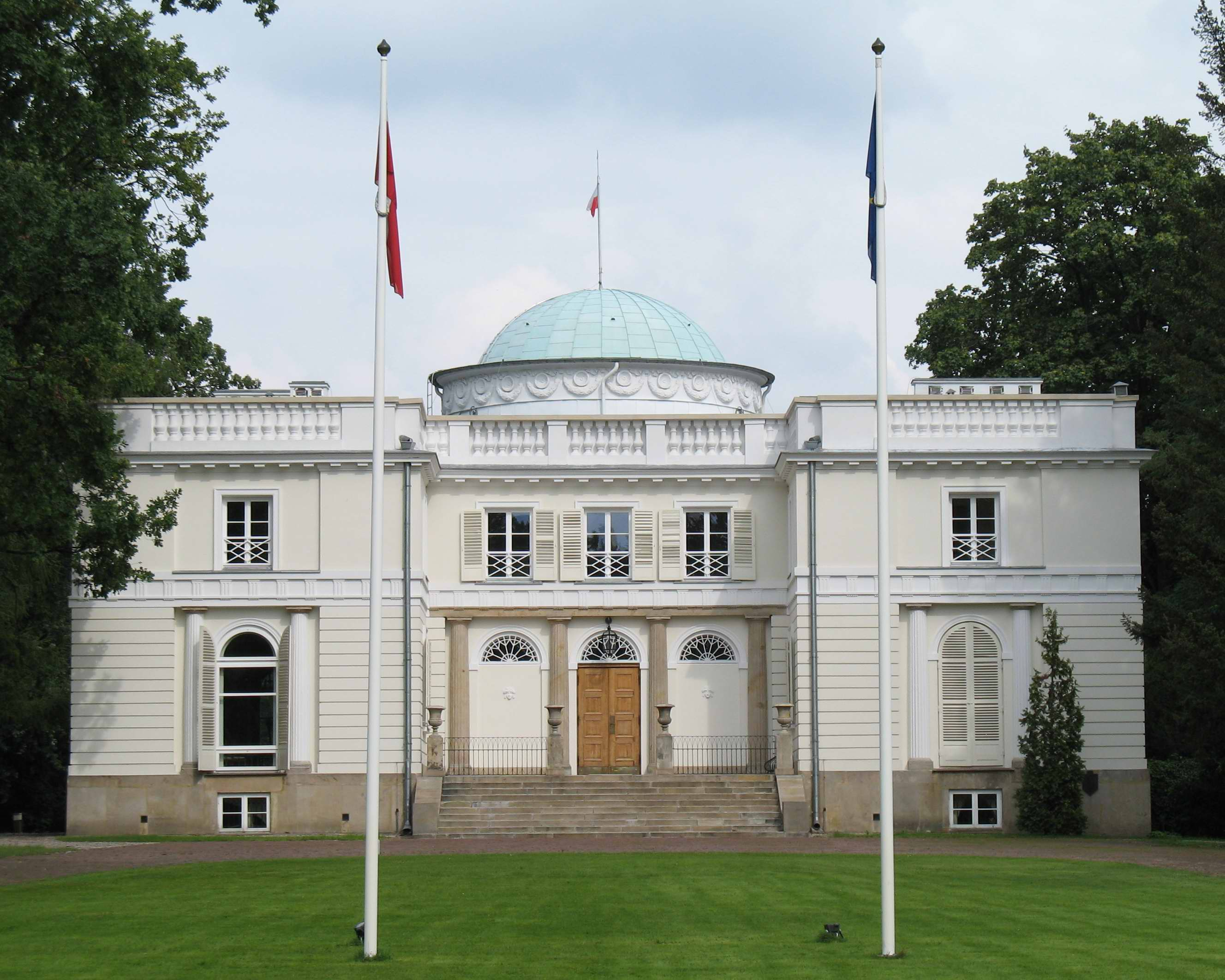
Коледж Європи

- Університет імені Ришарда Лазарського
- Академія Леона Козьмінського
- Академія фінансів та бізнесу Вістула
- Collegium Civitas
- Університет соціальних та гуманітарних наук
- Вища школа екології і управління у Варшаві
- Суспільна академія наук у Варшаві
- Польсько-Японська академія інформаційних технологій
- Вища школа менеджменту у Варшаві
- Громадська вища школа підприємництва та управління у Варшаві
- Педагогіум — Вища школа корекційної педагогіки
- Вища школа педагогіки імені Януша Корчака у Варшаві
- Вища школа менеджменту у Варшаві (Польський відкритий університет) (ліквідована у 2015)
- Вища школа управління персоналом у Варшаві
- Вища школа технологій і торгівлі імені Гелени Ходковської
- Вища школа туризму та оздоровлення імені Мечислава Орловича
- Вища школа туризму та іноземних мов у Варшаві
- Вища школа інформаційних технологій у Варшаві
- Вища школа технологій та економіки у Варшаві
- Вища школа міжнародних відносин та американістики у Варшаві
- Вища школа суспільних та економічних наук у Варшаві
- Вища школа реабілітації у Варшаві
- Вища школа педагогіки TWP у Варшаві
- Вища школа організації туризму та готельної справи у Варшаві
- Мазовецька вища школа
- Вища школа соціального лідерства та ЗМІ у Варшаві
- Варшавська вища школа гуманітарних наук імені Болеслава Пруса

### Вроцлав
- Університет соціальних та гуманітарних наук
- Міжнародна вища школа логістики і транспорту у Вроцлаві
- Вища школа банківської справи у Вроцлаві
- Вища школа соціальної психології у Вроцлаві
- Вища школа технологій і торгівлі імені Гелени Ходковської
- Вища школа художніх ремесел та управління у Вроцлаві
- Євангелічна вища школа теології у Вроцлаві
- Вища школа управління та фінансів у Вроцлаві
- Вища школа управління та тренінгових технологій у Вроцлаві
- Вища школа управління та коучингу у Вроцлаві
- Вища школа управління та банківської справи у Вроцлаві
- Вища школа управління «EDUKACJA»
- Вища школа інформаційних технологій та управління «COPERNICUS»
- Вища школа гуманітарних наук у Вроцлаві
- Вища школа бізнесу у Вроцлаві
- Вища школа фізіотерапії у Вроцлаві
- Вища школа філології у Вроцлаві
- Вроцлавська вища школа прикладних інформаційних технологій «Горизонт»
- Приватна вища школа медицини у Вроцлаві
- Нижньосілезька вища школа у Вроцлаві

### Гданськ
- Вища школа банківської справи у Гданську
- Вища школа управління у Гданську
- Вища школа туризму та готельної справи у Гданську
- Вища школа суспільно-економічних наук у Гданську
- Гданська вища гуманітарна школа
- Гданська вища школа адміністрації
- Балтійська вища школа бурштину
- Вища школа Атеніум у Гданську

### Гдиня
- Вища школа адміністрування та бізнесу імені Євгеніуша Квятковського в Гдині
- Вища школа здоров'я, краси та освіти у Гдині
- Вища школа права і дипломатії в Гдині
- Вища школа суспільних зв'язків у Гдині
- Поморська вища школа прикладних наук
- Морський університет у Гдині

### Краків
- Краківська академія імені Анджея Фрича Моджевського
- Вища школа управління та банківської справи у Кракові
- Малопольська вища професійна школа імені Юзефа Дітля в Кракові
- Вища школа торгівлі у Кракові
- Вища школа економіки та управління у Кракові
- Вища європейська школа імені ксьондза Юзефа Тішнера у Кракові
- Вища школа економіки та інформаційних технологій у Кракові
- Вища школа суспільної та індивідуальної безпеки «Apeiron» у Кракові
- Краківська вища школа пропагування здоров'я
- Вища школа страхування у Кракові

### Лодзь
- Вища школа інформатики в Лодзі
- Вища школа міжнародних відносин у Лодзі
- Вища професійна школа Лодзької освітньої корпорації
- Вища школа управління та права в Лодзі
- Вища школа туризму і готельної справи в Лодзі
- Вища школа мистецтва та дизайну в Лодзі
- Вища спортивна школа імені Казімежа Гурського
- Вища педагогічна школа в Лодзі
- Вища школа косметології та наук про здоров'я у Лодзі
- Вища школа фінансів та інформаційних технологій імені професора Януша Чечлинського
- Вища охорони здоров'я та суспільних наук в Лодзі
- Вища школа бізнесу та наук про здоров'я в Лодзі
- Вища школа державного управління в Лодзі
- Вища школа Схід-Захід імені Генрика Йозвяка
- Салезіанська вища школа економіки та управління в Лодзі
- Центр післядипломної освіти в Лодзі
- Гуманітарно-економічна академія в Лодзі
- Вища школа COSINUS в Лодзі

### Люблін

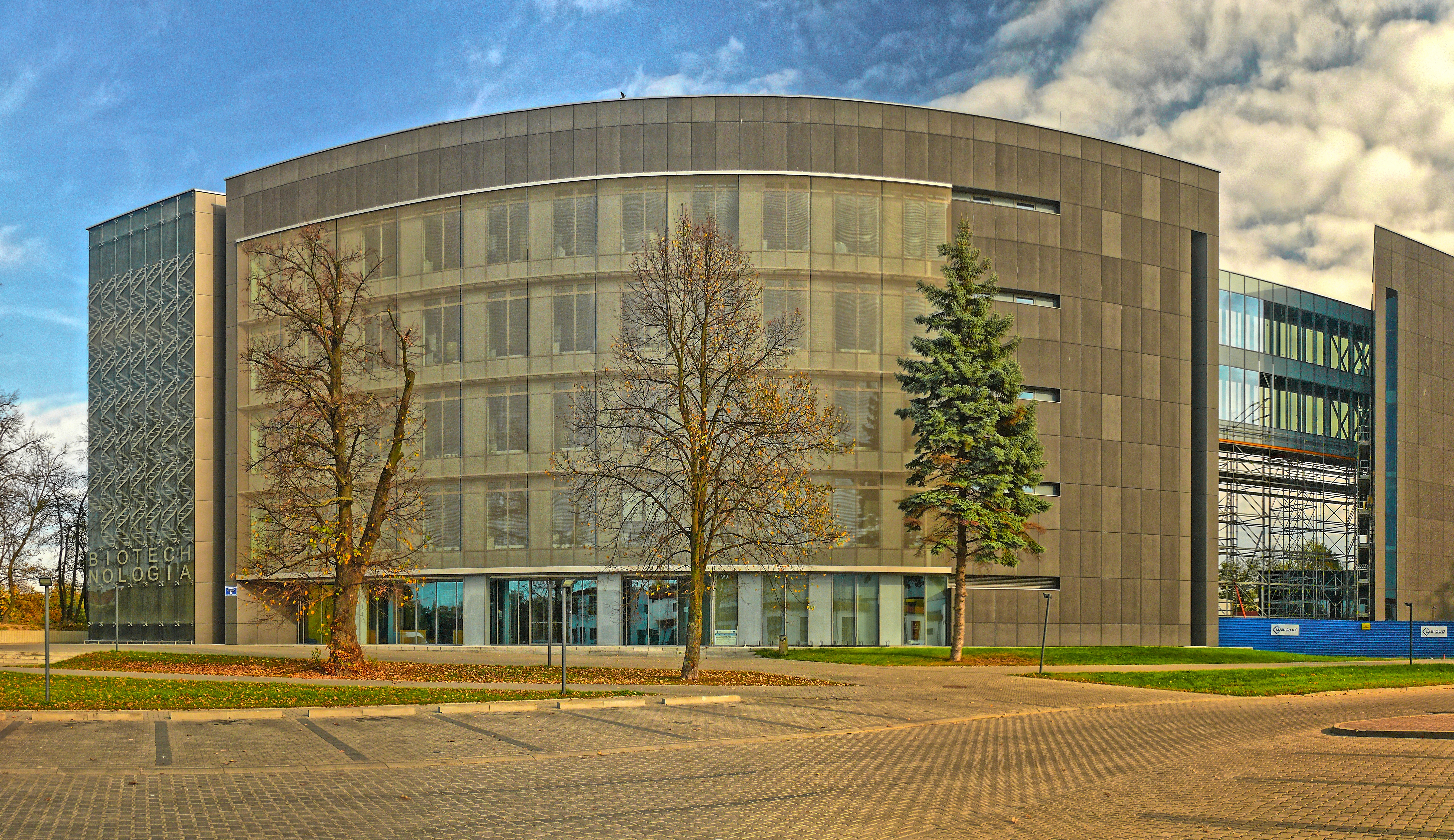
Люблінський католицький університет Івана Павла II

- Люблінський католицький університет Іоанна Павла II
- Вища школа підприємництва та адміністрування в Любліні
- Вища школа економіки та інновацій в Любліні
- Вища школа соціальних та природничих наук імені Вінсента Поля в Любліні
- Люблінське відділення Вищої школи педагогіки TWP
- Люблінська вища школа імені Владислава Ягайла

### Познань
- Університет соціальних та гуманітарних наук
- Вища школа іноземних мов імені Самуїла Лінде в Познані
- Вища школа соціальної психології в Познані
- Вища школа здоров'я, краси та освіти в Познані
- Вища технічно-гуманітарна школа «Кадри для Європи» в Познані
- Вища школа управління та банківської справи в Познані
- Вища школа педагогіки та адміністрування імені Мешка I
- Вища школа логістики в Познані
- Колегіум да Вінчі в Познані
- Вища школа зв'язку та управління в Познані
- Вища школа готельно-ресторанної справи в Познані
- Вища школа торгівлі та послуг у Познані
- Вища школа торгівлі та бухгалтерського обліку в Познані
- Вища школа освіти і терапії в Познані
- Вища школа інтеграційної та міжкультурної освіти в Познані
- Вища школа банківської справи в Познані
- Великопольська вища школа туризму та управління в Познані (ліквідована в 2013)
- Європейська вища школа бізнесу в Познані
- Вища школа безпеки в Познані
- Вища школа соціальних наук у Познані

### Ряшів
- Вища школа інформаційних технологій та менеджменту
- Вища школа управління в Ряшеві
- Вища школа права та адміністрування в Ряшеві
- Вища інженерно-економічна школа в Ряшеві
- Педагогічна школа мов у Ряшеві
- Педагогічний колегіум іноземних мов у Ряшеві

### Сопот
- Вища школа психології в Сопоті
- Сопоцька вища школа
- Європейська школа готельної справи, туризму та підприємництва

### Щецин
- Щецинська вища школа «Collegium Balticum»
- Західнопоморська школа бізнесу в Щецині
- Вища школа здоров'я, краси та освіти в Щецині
- Вища професійна школа «Oeconomicus Pte»
- Вища школа управління в Щецині
- Вища технічно-економічна школа в Щецині
- Вища педагогічна школа TWP в Щецині
- Вища школа іноземних мов у Щецині
- Вища школа європейської інтеграції в Щецині
- Вища гуманітарна школа Товариства загальних знань у Щецині
- Вища школа економіки і туризму в Щецині
- Педагогічний колегіум іноземних мов у Щецині

## Хронологія
| Назва університету українською (та польською)                                                          | Розташування (місто) | Рік заснування |
| --- | -------------------- | -------------- |
| Яґеллонський університет (Uniwersytet Jagielloński, UJ)                                                | Краків               | 1364           |
| Вроцлавський університет (Uniwersytet Wrocławski, UWr)                                                 | Вроцлав              | 1702           |
| Варшавський університет (Uniwersytet Warszawski, UW)                                                   | Варшава              | 1816           |
| Люблінський католицький університет Івана Павла II (Katolicki Uniwersytet Lubelski Jana Pawła II, KUL) | Люблін               | 1918           |
| Університет імені Адама Міцкевича (Uniwersytet Adama Mickiewicza w Poznaniu, UAM)                      | Познань              | 1919           |
| Університет Марії Кюрі-Склодовської (Uniwersytet Marii Curie-Skłodowskiej, UMCS)                       | Люблін               | 1944           |
| Лодзький університет (Uniwersytet Łódzki, UŁ)                                                          | Лодзь                | 1944           |
| Щецинський університет (Uniwersytet Szczeciński, US)                                                   | Щецин                | 1945           |
| Університет Миколи Коперника (Uniwersytet Mikołaja Kopernika w Toruniu, UMK)                           | Торунь               | 1945           |
| Університет Кардинала Стефана Вишинського (Uniwersytet Stefana Wyszyńskiego, UKSW)                     | Варшава              | 1954           |
| Сілезький університет (Uniwersytet Śląski, UŚ)                                                         | Катові́це             | 1968           |
| Університет ім. Казимира Великого (Uniwersytet Kazimierza Wielkiego w Bydgoszczy, UKW)                 | Бидгощ               | 1969           |
| Університет ім. Яна Кохановського (Uniwersytet Jana                                                    | Кєльце               | 1969           |
| Гданський університет (Uniwersytet Gdański, UG)                                                        | Гданськ              | 1970           |
| Опольський університет (Uniwersytet Opolski, UO)                                                       | Ополе                | 1994           |
| Білостоцький університет (Uniwersytet w Białymstoku)                                                   | Білосток             | 1997           |
| Вармінсько-Мазурський університет (Uniwersytet Warmińsko-Mazurski w Olsztynie, UWM)                    | О́льштин              | 1999           |
| Ряшівський університет (Uniwersytet Rzeszowski, UR)                                                    | Ряшів                | 2001           |
| Зеленогурський університет (Uniwersytet Zielonogórski, UZ)                                             | Зелена Гура          | 2001           |
| Університет соціальних та гуманітарних наук (SWPS Uniwersytet Humanistycznospołeczny, SWPS)            | Варшава              | 2015           |